# Терновиця (Івано-Франківський район)
Терно́виця — село Івано-Франківського району Івано-Франківської області. Входить до складу Тисменицької міської громади.

## Історія
Згадується 6 березня 1441 року у книгах галицького суду.
У податковому реєстрі 1515 року в селі документується піп (отже, уже тоді була церква) і 2 1/2 ланів (близько 62 га) оброблюваної землі.
У 1934 р. село призначили адміністративним центром однойменної об'єднаної сільської ґміни Тлумацького повіту (через наявність польської більшості в селі).
У 1939 році в селі проживало 1630 мешканців, з них 50 українців-грекокатоликів, 1560 поляків і 20 євреїв.
У повоєнний період у Терновицю Пільну переселились лемки з села Розтока Велика Новосончівського повіту.

## Географія
Селом протікає річка Дуструв (Дустрів).

## Сьогодення
Терновиця — невелике село, в якому живуть переселенці з Польщі (лемки) та їхні нащадки.
Слід додати, що у час свого переселення лемки становили приблизно дві третини від загальної кількості переселених у с. Терновиця людей із західних земель Галичини, що внаслідок перерозподілу територій відійшли до повоєнної польської держави. Приблизно половину мешканців села становили Надсянці, а саме: вихідці з села Жухів, що розташоване на правому березі ріки Сян, поблизу міста Лежайськ. І наступну третину переселенців становили представники іншої етнічної групи українців, яких ті, що були із Жухова, називали «білими» тому, що вони носили білий лляний одяг, коли появилися у селі. Також у селі проживало кілька родин корінних мешканців села, які відмовилися бути переселеними у Польщу. До війни с. Терновиця було переважно заселене поляками, які його покинули літом 1945 року. Мої батьки приїхали-прийшли у село 1 серпня 1945 року і застали його майже безлюдним… Необхідно сказати, що першими після більшовиків у Терновицю в'їхали вихідці з Надсяння. На новому місці, прибувши з порожніми руками і без всіляких засобів до життя, розпочинати нове життя було непросто, але вже наступної весни переселенці обробляли поля, що належали селу. Внаслідок рішучого наступу сов'єтів на селян-одноосібників, останні як клас, були зліквідовані і у 1948-му році було створено колгосп. Була у селі і сільська рада, але оскільки село було невелике, то в результаті хрущовської реформи по укрупненню, сільську раду було ліквідовано, а село адміністративно приєднали до Ново Кривотульської сільської ради і так воно перебуває досі. А колгосп у той же час було розформовано, і село разом з людьми ввійшло як бригада номер чотири у колгоп «Ленінсько Іскра», до якого також належали села Нові Кривотули, Красилівка, Бозня та Старі Кривотули. Втративши «колгоспну самостійність», розташоване у глибинці, далеко від шляхів, що зв'язують село із широким світом, село попало у економічну залежність від колгоспного центру, очолюваного, як у нас говорили люди, кривотульцями і стало сировинним додатком цілого аграрного комплексу. Людність села було уніфіковано під загальною назвою «лємки». Бригаду номер чотири, за одним винятком, завжди очолював партієць з котрихось Кривотул… На відміну від інших сіл колгоспу, Терновиця починає старіти. Молодь потягнулася у місто…

І. Шегда
У селі є навчально-виховний комплекс, греко-католицька церква Покрову Пресвятої Діви Марії (колишній костел).
Згідно з переписом населення у 2001 році, у селі проживає близько 366 мешканців.

## Святкування

### 2016
21 грудня 2016 року в Терновицю завітав Митрополит і Архиєпископ Івано-Франківської Архиєпархії УГКЦ Кир Володимир Війтишин, щоб привітати жителів села з 25-річчям виходу УГКЦ з підпілля, відправивши у храмі Архієрейську Божественну Літургію.

### 2018

#### Літо
28 серпня 2018 Терновиця відсвяткувала 640-річчя з часу свого заснування. Сюди завітали гості з сільської ради, районна влада, а також депутати ОДА. Було нагороджено мистецькі колективи села, які виступили на сцені, вітаючи рідне село та його жителів.

#### Зима
13 грудня 2018 в будинку культури села було проведено Андріївські вечорниці.

## Відомі люди

### Народилися
- Василь Князевич — український лікар, громадсько-політичний діяч, міністр охорони здоров'я України (2007—2010).
- Петро Князевич — хоровий диригент, народний артист України.